# Stephen Kessler
Stephen Kessler (* 1961 in New York) ist ein US-amerikanischer Filmregisseur, Filmproduzent und Drehbuchautor, der 1992 für einen Oscar nominiert war.

## Biografie
Kessler besuchte die Stanford University. Mit seinem Kurzfilm Birch Street Gym, bei dem er nicht nur Regie führte, sondern auch das Drehbuch schrieb, und den er gemeinsam mit Thomas R. Conroy auch produzierte, machte er 1991 im Filmbereich auf sich aufmerksam. Der Film, der thematisiert, wie es alten Menschen in entsprechenden Heimen geht, erhielt eine Oscarnominierung. Hauptfigur des Films ist der 74-jährige Jack, der einem Boxclub beitritt und dadurch wieder lernt, sein Leben selbstbestimmt zu leben. Der Oscar ging jedoch an Seth Winston und Robert N. Fried und deren Film Session Man. Darin geht es um einen alternden Gitarristen, dessen Lebenstraum zerplatzt. Die Filmkomödie Die schrillen Vier in Las Vegas von 1997 mit Chevy Chase, Beverly D’Angelo und Randy Quaid, der vierte Film einer Komödienreihe, entstand 1997 unter Kesslers Regie. 
Eine weitere Arbeit unter Kesslers Regie ist der Film King of B-Movies (2000), in dem das 50 Jahre umspannende Lebenswerk eines Regisseurs von mehr als 400 B-Movies in einer finanziellen Krise unter die Räder der Filmgeschichte zu geraten droht. In seinem dokumentarischen Musikfilm Paul Williams: Still Alive von 2011 versucht Kessler zu ergründen, weshalb einer der großen Stars der 1970er-Jahre, in den 1980er-Jahren von der Bildfläche verschwand. 
Stephen Kessler ist mit der Lobbyistin und Kunstsammlerin Heather Podesta liiert. Das Paar lebt überwiegend in Los Angeles.

## Filmografie (Auswahl)
- 1991: Birch Street Gym (Kurzfilm; Regie, Produzent, Autor)
- 1997: Die schrillen Vier in Las Vegas (Vegas Vacation; Regie)
- 2000: King of B-Movies (The Independent; Regie, Autor)
- 2010: Control TV (Fernsehserie; Ausführender Produzent)
- 2011: Paul Williams: Still Alive (dokumentarischer Musikfilm;
Regie, Produzent, Autor, Darsteller, zusätzliche Kamera)
- 2015: Being Canadian (Dokumentarfilm; Co-Produzent)

## Auszeichnungen
- Oscarverleihung 1992
  - Oscarnominierung gemeinsam mit Thomas R. Conroy für und mit dem Film Birch Street Gym in der Kategorie „Bester Kurzfilm“
- Slamdunk Film Festival 200
  - Ausgezeichnet für und mit seinem Mockumentary-Comedy-Film King of B-Movies in der Kategorie „Bester Spielfilm“
- SXSW Film Festival 2012 
  - nominiert für den Audience Award für und mit seinem Musik-Dokumentarfilm Paul Williams: Still Alive (24 Schläge pro Sekunde)
- 2012 Taiwan International Documentary Film Festival 2012
  - nominiert für den International Feature-Length Documentary für und mit seinem Musik-Dokumentarfilm Paul Williams: Still Alive